# 成田西
成田西（日语：／ Narita-nishi */?）是東京都杉並區的町名。現行行政地名為成田西一丁目至成田西四丁目。2013年10月1日為止的人口有8,812人。郵遞區號為166-0016。

## 地理
位於杉並區中央。北鄰荻窪，東接成田東，東南連大宮，南通濱田山，西臨高井戶東。東西向的五日市街道穿過町域中央，南北向的善福寺川在町內蜿蜒前進。五日市街道旁有商店街，其他為住宅區。善福寺川沿岸整建為綠地、公園。

### 河川
- 善福寺川

## 歷史
1969年（昭和44年）11月1日，成宗2丁目全部與成宗1丁目、西田町2丁目各一部分合併成立成田西一丁目至四丁目，實施住居表示。

### 地名由來
因位於成宗與西田町西部而得名

## 設施
- 都立善福寺公園
- 善福寺川緑地
- 杉並兒童交通公園
- 原公園（はら公園）
- 尾崎公園
- 杉並成田西郵便局
- 杉並警察署成田西駐在所
- 東京電力成宗變電所
- 杉並區立成田西幼稚園
- 杉並日之出幼稚園
- 杉並區民事務所成田會議室
- 杉並區立成田西兒童館

## 教育機關
- 共立女子大學研修中心
- 東京都立杉並高等學校
- 東京都立豐多摩高等學校
- 杉並區立杉並第二小學校

## 史蹟
- 成宗城址－鎌倉時代的砦跡。現在位於共立女子大學研修中心杉並寮建地內。
- 熊野神社－保存境內出土的繩文、彌生、土師式土器[1]
- 寶昌寺－曹洞宗寺院。現存康曆至延德年間的板碑，寛文至正德年間庚申、地藏等的供養塔[1]。

## 交通

### 鐵路
本地沒有鐵路通過

### 道路
- 東京都道7號杉並秋留野線（五日市街道）

## 備註
1. 1 2 3 4 5 6 7 8  『角川日本地名大辞典 13 東京都』角川書店，1991年9月再版。PP542-543，P887。
2. ↑  杉並区 区政資料 - 統計 - 人口 - 各歳別人口25年 的存檔，存档日期2013-10-22.